# کریم مردانی آذر
کریم مردانی آذر خیّر، متولد ۱۳۱۳ در تبریز و اهل ایران است.

وی برادر علی مردانی آذر و غلامرضا مردانی آذری خیر مدرسه ساز تبریزی است که سال ۱۳۸۵ توسط منشی خود در دفتر کارش کشته شد.
کوچک ترین برادر، علی مردانی آذر که خارج از ایران سکونت داشت، هنگام بازدید از بیمارستان در حال ساخت ۵۵۰ تخت خوابی خاوران تبریز در اثر حادثه ای که سقوط از ارتفاع گزارش شده، در سن ۸۴ سالگی جان خود را از دست داد.

## زندگینامه
خیّر تبریزی در طول چند دهه خدمت خود توانسته بیش از چهل مدرسه و مراکز درمانی برای دانش‌آموزان مناطق مختلف آذربایجان شرقی، منطقه ده شهرداری تهران و استان سیستان و بلوچستان و مناطق محروم در جهان بسازد.
سازمان صلیب سرخ جهانی و یونیسف، پیشتر گزارشی از فعالیت های انسان دوستانه خاندان مردانی آذری منتشر کرده بود و در صفحه اول ژورنال این سازمان نوشته است. کمک‌های انسان دوستانه برادران مردانی آذری بیشتر از کمک‌های انسان دوستانه ۱۹۶ کشور در جهان است.

## برادران مردانی آذری
- غلامرضا مردانی آذری
- علی مردانی آذری

## نشان
- شهردار تبریز، نشان‌ عالی شهر تبریز را به نمایندگی مردم این شهر، بر سینه کریم مردانی‌آذر خیّر بزرگ مدرسه سازی ایران نشاند.
- نشان عالی دوست‌دار کودک

## تعداد مدارس ساخته شده
- بیش از ۴۴۰ مدرسه
- ۵۵۰ کلاس درس
- چندین بیمارستان و مراکز درمانی در ایران و جهان
- سرپرست بیش از ۳۱ هزار کودک ایرانی و آفریقایی

## جسارتهای وابسته
غلامرضا مردانی آذری